# Марина Олізарович
Марина Олізарович (*д/н — після 1516) — руська (українська) княгиня часів Великого князівства Литовського.

## Життєпис
Походила з впливового магнатського роду Заславських гербу Баклай. Донька князя Юрія Заславського та Софії Варвари (невідомого походження). Про народження замало відомостей. 1496 року вийшла заміж за берестейського старосту Семена Олізаровича. Як посаг передала чоловікові село Білашів на Волині вартістю 30 кіп грошей литовських.
У 1507 році, залишившись удовою, домовилася про шлюб доньки Анастасії із конюшим дворним Мартином Хребтовичем. Втім майбутній сват усупереч волі Марини Олізарович та з дозволу великого князя Литовського Олександра забрав під опіку наречену разом з її посагом. Тому Олізарович виступила проти укладання шлюбу і в середині 1507 року отримала від нового великого князя Сигізмунда I рішення, за яким Хребтович мав до її повноліття віддати Анастасію під опіку стрийні Яцині Олізарович, а Марині Олізарович передати в керування маєток Берестовиці в Гродненському повіті.
1509 року Хребтович за участь у повстанні Глинських запроторили до в'язниці. Тоді ж скасовано заручини з останнім, а опікуном в обхід Марини та її братів став великий гетьман литовський князь Костянтин Острозький. Тому в подальшому Олізарович мешкала у Берестовиці або Заславлі. Остання згадка відноситься до 1516 року, коли помер перший чоловік її доньки. Можливо доклала руку до шлюбу Анастасії з Вишневецьким. Померла Марина Олізарович приблизно після 1516 року.

## Родина
Чоловік — Семен Олізарович, староста берестейський, овруцький і черкаський.
Діти:
- Лев
- Анастасія Богдана (д/н—до 1534), дружина: 1) Івана Сангушки, князя Ковельського; 2) князя Івана Вишневецького